# توماس مونتمیج
توماس مونتمیج (انگلیسی: Thomas Montemage; ۲۱ ژانویهٔ ۱۹۲۷ – ۳۱ ژانویهٔ ۲۰۱۴) دوچرخه‌سوار اهل ایالات متحده آمریکا بود. وی در بازی‌های المپیک تابستانی ۱۹۴۸، ۱۹۵۲ و ۱۹۶۴ شرکت کرده است.